# Xúmkovo
Xúmkovo (en rus: Шумково) és un poble del krai de Perm, a Rússia, que en el cens del 2010 tenia 12 habitants.